# Gwyn Staley 400 1969
Gwyn Staley 400 1969, även Gwyn Staley memorial 400, var ett stockcarlopp ingående i  Nascar Grand National Series (nuvarande Nascar Cup Series) som kördes 20 april 1969 på den 0,625 mile (1,005 km) långa ovalbanan North Wilkesboro Speedway i North Wilkesboro, North Carolina. Totalt avverkades 250 miles (402,336 km) fördelat på 400 varv. Banunderlaget var asfalt. Loppet vanns av Bobby Allison i en Dodge på tiden 2:37.27 körande för Mario Rossi. Allisons snitthastighet var 95,268 mph. Prispotten uppgick till 25 025 dollar, varav 5 125 dollar gick till segraren. Loppet är uppkallat efter stockcarföraren Gwyn Staley som förolyckades på Atlantic Rural Fairgrounds (nuvarande Richmond Raceway) 23 mars 1958 i ett lopp ingående i Nascar Convertible Division.

## Resultat
| Plc     | Nr | Förare             | Team/ bilägare              | Konstruktör | Start | Varv | Ledda varv |
| ------- | -- | ------------------ | --------------------------- | ----------- | ----- | ---- | ---------- |
| 1       | 22 | Bobby Allison      | Mario Rossi                 | Dodge       | 11    | 400  | 161        |
| 2       | 98 | LeeRoy Yarbrough   | Junior Johnson & Associates | Mercury     | 9     | 400  | 0          |
| 3       | 17 | David Pearson      | Holman-Moody                | Ford        | 10    | 400  | 21         |
| 4       | 3  | Buddy Baker        | Fox Racing                  | Dodge       | 2     | 400  | 95         |
| 5       | 6  | James Hylton       | Owens Racing                | Dodge       | 3     | 398  | 0          |
| 6       | 14 | Sam McQuagg        | Bill Ellis                  | Plymouth    | 12    | 395  | 0          |
| 7       | 43 | Richard Petty      | Petty Enterprises           | Ford        | 4     | 388  | 0          |
| 8       | 67 | Buddy Arrington    | Arrington Racing            | Dodge       | 14    | 385  | 0          |
| 9       | 64 | Elmo Langley       | Langley-Woodfield Racing    | Ford        | 13    | 384  | 0          |
| 10      | 08 | E.J. Trivette      | E.C. Reid                   | Chevrolet   | 22    | 379  | 0          |
| 11      | 51 | Dub Simpson        | Strong Racing               | Chevrolet   | 21    | 375  | 0          |
| 12      | 46 | Roy Mayne          | Tom Hunter                  | Chevrolet   | 26    | 373  | 0          |
| 13      | 70 | J.D. McDuffie      | McDuffie Racing             | Buick       | 8     | 366  | 0          |
| 14      | 18 | Dick Johnson       | Dick Johnson                | Ford        | 15    | 362  | 0          |
| 15      | 34 | Wendell Scott      | Scott Racing                | Ford        | 30    | 361  | 0          |
| 16      | 25 | Jabe Thomas        | Robertson Racing            | Plymouth    | 7     | 361  | 0          |
| 17      | 33 | Cecil Gordon       | Wayne Smith                 | Chevrolet   | 24    | 349  | 0          |
| 18      | 32 | Dick Brooks        | Brooks Racing               | Plymouth    | 19    | 335  | 0          |
| 19      | 76 | Ben Arnold         | Don Culpepper               | Ford        | 27    | 332  | 0          |
| 20      | 4  | John Sears         | DeWitt Racing               | Ford        | 6     | 302  | 0          |
| 21      | 06 | Neil Castles       | Neil Castles                | Plymouth    | 16    | 283  | 0          |
| 22      | 10 | Bill Champion      | Champion Racing             | Ford        | 20    | 221  | 0          |
| 23      | 71 | Bobby Isaac        | K&K Insurance Racing        | Dodge       | 1     | 219  | 123        |
| 24      | 30 | Dave Marcis        | Marcis Auto Racing          | Dodge       | 5     | 153  | 0          |
| 25      | 19 | Henley Gray        | Harry Melton                | Ford        | 29    | 138  | 0          |
| 26      | 03 | Richard Brickhouse | Dub Clewis                  | Plymouth    | 17    | 120  | 0          |
| 27      | 80 | Danny Turner       | E.C. Reid                   | Chevrolet   | 28    | 62   | 0          |
| 28      | 49 | G.C. Spencer       | GC Spencer Racing           | Plymouth    | 18    | 24   | 0          |
| 29      | 8  | Ed Negre           | Negre Racing                | Ford        | 23    | 14   | 0          |
| 30      | 45 | Bill Seifert       | Seifert Racing              | Ford        | 25    | 2    | 0          |
| Källor: |    |                    |                             |             |       |      |            |